# La Mano Negra

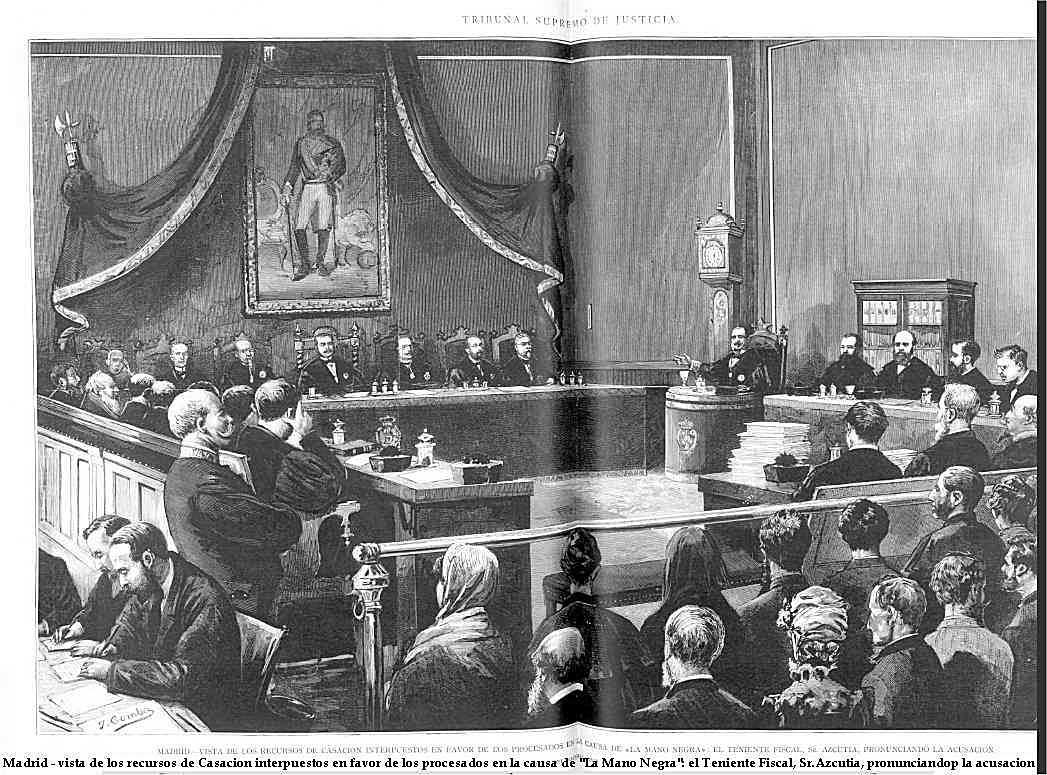
Seduta dell'udienza di Cassazione del processo detto de "La Mano Negra" del 22 marzo 1884
presidente:Luciano Boada y Valladolid
pubblico ministero: Manuel Lopez de Azcutia

"Mano negra" in Spagna è sinonimo di mafia e più in generale si riferisce a situazioni poco chiare.
Nell'ultimo quarto del XIX secolo il termine fu usato in Spagna per identificare una presunta organizzazione segreta di anarchici che dette il pretesto al governo liberale di Práxedes Mateo Sagasta per iniziare una spietata repressione nei confronti delle rivendicazioni del proletariato agricolo dell'Andalusia che stava lottando contro i latifondisti per le nove ore giornaliere di lavoro.
Fu famoso il processo che nel 1884, prendendo lo spunto da un banale fatto di cronaca nera: l'omicidio di un contadino di Jerez de la Frontera, tale Bartolomeo Gago Campos soprannominato “El Blanco de Benaocaz”, dette inizio alla leggenda della “Mano negra”.
Furono create prove false a carico dell'omicida, cugino della vittima, e dei suoi compagni iscritti a una corporazione di braccianti agricoli, per provare che appartenevano a una pericolosa organizzazione segreta di sanguinari anarchici rivoluzionari con il risultato che fu chiesta la pena capitale per quindici di loro.

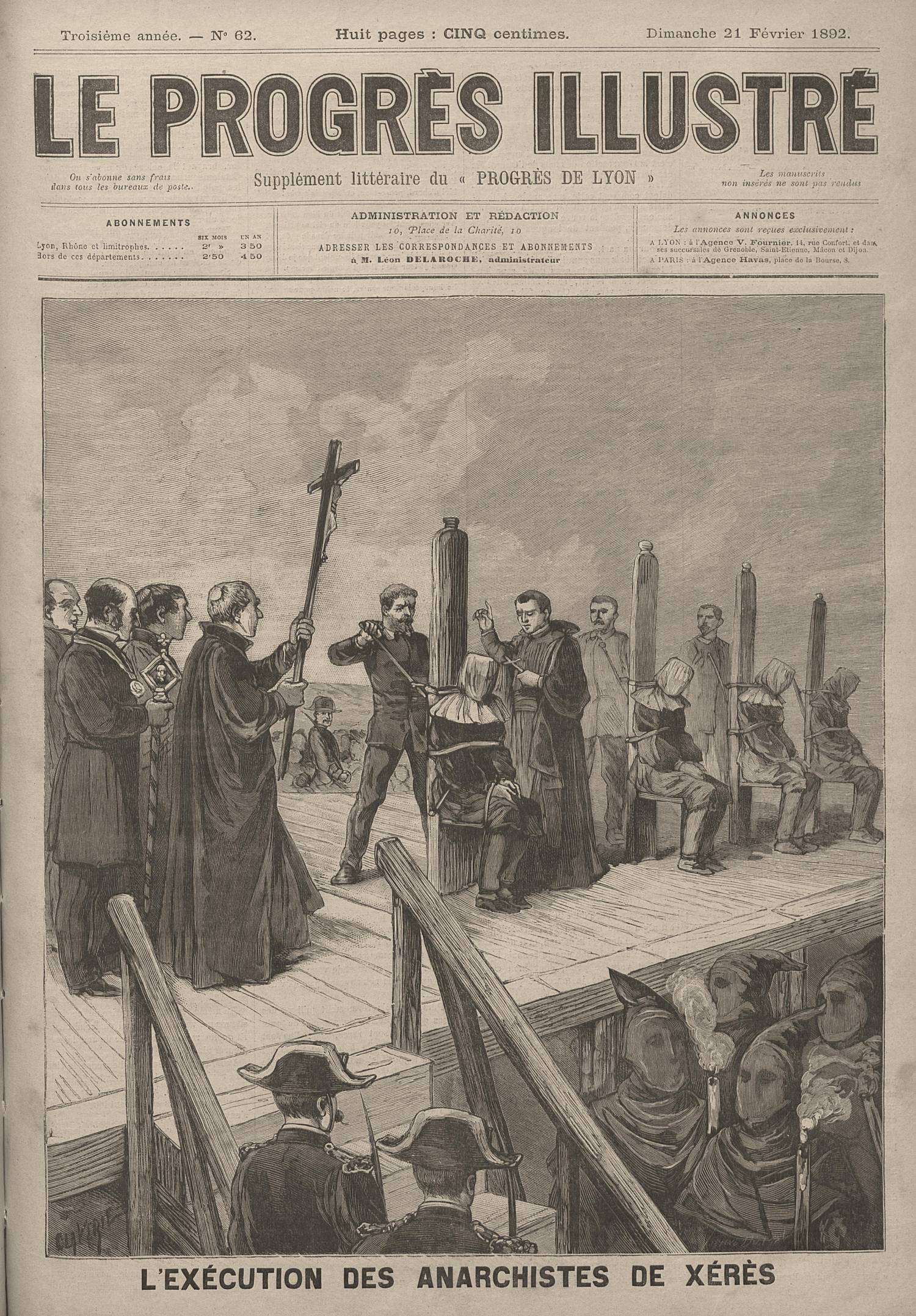
Esecuzione dei sette condannati alla "garrota" sulla piazza di Jerez de la Frontera, in Andalusia
14 giugno 1884

Sette vennero “garrotati” sulla piazza di Jerez de la Frontera il 14 giugno 1884 e gli altri otto ebbero una condanna di diciassette anni e quattro mesi di carcere duro, mentre i giudici furono gratificati con alte onorificenze pochi mesi dopo la sentenza definitiva di Cassazione e solo tre giorni dopo l'esecuzione dei sette condannati alla "garrota".

## Processati
- Gonzalo Benítez
- Pedro Corbacho (*)
- Francisco Corbacho (*)
- Cayetano Cruz
- José Fernández Barrios
- Cristóbal Fernández Torrejón (*)
- Manuel Gago (*), cugino della vittima[2]
- Antonio Valero Hermoso
- Rafael Jiménez Becera
- Agustín Martínez Saez
- José León Ortega (*)
- Salvador Moreno Piñero
- Juan Ruiz (*)
- Gregorio Sánchez Novoa (*)
- Roque Vázquez

(*) condannati alla pena capitale a mezzo "garrota"